# Svartbandad barbett
Svartbandad barbett (Capito dayi) är en fågel i familjen amerikanska barbetter inom ordningen hackspettartade fåglar.

## Utseende och läten
Svartbandad barbett är en rätt liten (16-17 cm), svartvit barbett som fått sitt namn av en svart gördel tvärs över den vita undersidan. Hos hanen är hjässan är karmosinröd, hos honan svart. Strupen är kanelbrun. Sången består av en serie "hooo" eller "rroh" som upprepas i upp till tio sekunder.

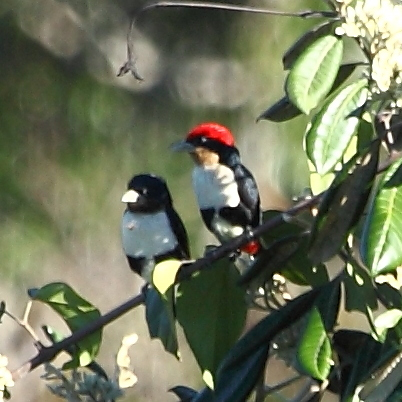
Ett par svartbandade barbetter.

## Utbredning och systematik
Svartbandad barbett förekommer från västra Amazonområdet i Brasilien, söderut till östra Bolivia och väst-centrala Mato Grosso. Den behandlas som monotypisk, det vill säga att den inte delas in i några underarter.

## Status
IUCN kategoriserar arten som nära hotad. Den tros minska kraftigt i antal till följd av avskogning.

## Namn
Fågelns vetenskapliga artnamn hedrar Lee Garnett Day (1890-1966), amerikansk finansman och upptäcktsresande i Brasilien 1914 tillika sponsor för expeditioner till tropiska Amerika 1915 och 1927.